# Stopbadware.org
Stopbadware.org è un'organizzazione no profit con lo scopo di combattere il software maligno.
L'organizzazione agisce sotto il Berkman Center for Internet and Society (Centro Berkman per Internet e la Società) all'Harvard Law School e Istituto Internet Oxford della Università di Oxford.
Il supporto è stato fornito da Google, Lenovo, PayPal, VeriSign, e Sun Microsystems.